# Леднёв, Василий Матвеевич
Василий Матвеевич Леднёв (14 марта 1923 — 25 апреля 2016) — советский и российский педагог, Герой Социалистического Труда (1968).

## Биография
Родился 14 марта 1923 года в селе Кузнецкое (ныне Аргаяшского района Челябинской области) в семье крестьян.
В 1938 году окончил сельскую школу и поступил в Кыштымское педагогическое училище. В 1941 году окончил училище, получив специальность учителя начальных классов, работал в школе.
9 августа 1942 года призван в Красную Армию. После прохождения обучения в учебной части в Златоусте был отправлен на фронт. С 17 по 25 февраля 1943 года принимал участие в боях в районе Ржева. Получил серьёзное ранение, стал инвалидом и был уволен в запас.
Вернувшись в родное село Кузнецкое, Василий Леднёв стал работать учителем начальных классов местной школы. В 1950 году без отрыва от работы окончил с отличием географический факультет Челябинского учительского института. В 1956 году окончил Челябинский педагогический институт по специальности химия и биология и стал работать учителем биологии.
Созданный им пришкольный участок признавался одним из лучших в районе и области. Под руководством Леднёва школьники выращивали овощи и проводили фенологические наблюдения родного края по программе географического общества СССР. Совместно с учениками создал у школы дендропарк, где выкрашивались редкие растения. Организовал школьный краеведческий музей. За большие заслуги в деле обучения и коммунистического воспитания учащихся 1 июля 1968 года Василию Леднёву было присвоено звание Героя Социалистического Труда.
Был делегатом Всесоюзного съезда учителей 1968 года. Работал внештатным корреспондентом районной газеты. Вместе с учениками устроил в селе Кузнецкое два сквера: возле бюста В. И. Ленину (1970 году) и возле памятника погибшим односельчанам (в 1975 году). В 1990 году вышел на пенсию, жил в родном селе.
Умер 25 апреля 2016 года.

## Награды
- Герой Социалистического Труда (1968)[1]
- Орден Ленина (1968)[1]
- Орден Отечественной войны I степени (1985)[1]
- Медаль «За боевые заслуги» (1947)[1]
- Заслуженный учитель школы РСФСР (1966)[1]
- Отличник народного просвещения РСФСР (1960)[1]